# Bessie Charles
Bessie Ada Charles va ser una de les primeres dones admeses en el Reial Institut d'Arquitectes Britànics.

## Formació
Les germanes Charles van ser les primeres dones que van estudiar arquitectura en el University College de Londres. Encara que van començar els seus estudis en 1892, no podien fer-ho de forma oficial, sinó com a oïdores. Quan van intentar assistir als cursos de la Architectural Association, el 1893, tampoc se'ls va permetre assistir.
En 1891 el cens de Gran Bretanya reflectia la presència de dinou arquitectes a Anglaterra i Gal·les, i altres cinc a Escòcia. No obstant això aquestes persones no tenien plena capacitat d'exercir, ja que no podien ser membres del Reial Institut d'Arquitectes Britànics, òrgan col·legial de la professió en el Regne Unit. Al juny de 1898, Ethel Mary Charles, germana de Bessie, es va presentar als exàmens de la RIBA i els va aprovar, amb el que va passar a ser membre associat. Una votació posterior dels socis va decidir admetre a tots els nous membres proposats i d'aquesta forma Ethel Charles va passar a ser la primera dona membre del RIBA. Bessie va ser la segona, en ser admesa en 1900.

## Carrera professional
En l'última dècada del XIX, les germanes Charles van treballar tres anys per a Ernest George i Harold Peto.
Durant els inicis del segle XX les germanes van treballar juntes, principalment en projectes de cases d'obrers i habitatges privats. L'àmbit dels habitatges individuals es considerava el convenient per a les dones dedicades a l'arquitectura, la qual cosa les va perjudicar en un moment en què els projectes més interessants es concentraven en grans projectes públics o d'edificis comercials.
Entre els seua treballs podem destacar:
- 1895 Cases de treballadors "Wykehamica"
- 1905 Alteracions i addicions 3 i 4 Cambridge Place, Falmouth, Cornwall
- 1906 Disseny per a habitatge Gyllyng Road, Falmouth, Cornwall
- 1907 Dissenys per a l'habitatge Gyllyngvase Terrace, Falmouth, Cornwall